# Cycle (baseball)

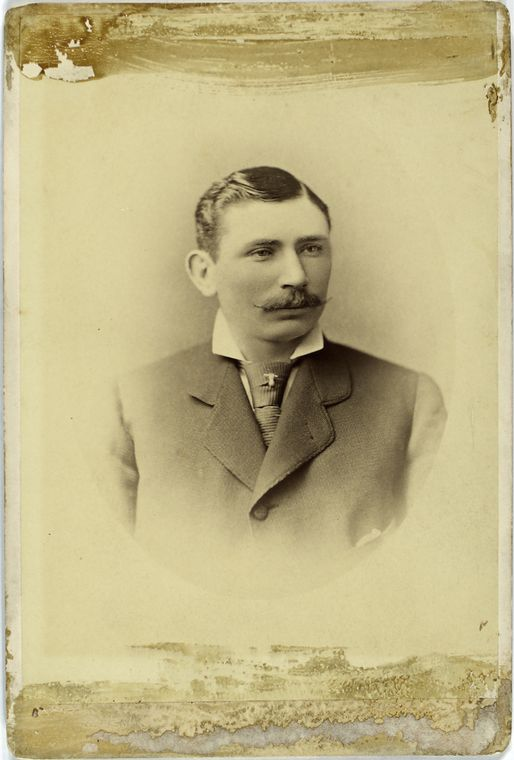
Curry Foley – pierwszy baseballista, który zaliczył cycle.

Cycle – w baseballu jest to zaliczenie przez zawodnika single, double, triple i home runa w jednym meczu (w tej kolejności jest to natural cycle). W Major League Baseball dotychczas zdarzyło się to 301 razy, zaś w Nippon Professional Baseball 62.
Najwięcej cycle'ów w MLB (3) zaliczyli Bob Meusel, Babe Herman, John Reilly i Adrián Beltré.